# Los vengadores de la Patagonia trágica
Los vengadores de la Patagonia trágica, también conocido posteriormente como La Patagonia rebelde, es un libro histórico-testimonial de no-ficción escrito por el periodista, historiador y escritor argentino Osvaldo Bayer y dividido en cuatro tomos publicados entre 1972 y 1978. El último tomo se publicó primero en Alemania Federal dado que aquí imperaba aún el régimen militar y recién se publicó en la Argentina en 1984 luego del regreso de la democracia. Este relata los hechos de la denominada Patagonia rebelde y la masacre con la que ésta fue terminada, sucedidos durante el año 1921. 
Los tres primeros tomos fueron editados en Argentina en los años mencionados, y el cuarto fue editado en Alemania Occidental en 1978. El  hecho de que la última  parte tuviera que ser publicada en el extranjero se debe a que tanto el autor como el editor debieron exiliarse cuando la última dictadura cívico-militar usurpó el poder en 1976.
En 1974 se estrenó La Patagonia Rebelde, una versión cinematográfica del libro. La película argentina mezclaba el drama con el cine histórico y de acción, y fue dirigida por Héctor Olivera y protagonizada por Héctor Alterio, Luis Brandoni, Federico Luppi y Pepe Soriano. Fue escrita por Olivera, Fernando Ayala y Bayer; también colaboró en el guion el escritor David Viñas, hijos del juez letrado Ismael Pedro Viñas que tuvo destacada actuación durante los sucesos narrados.
En el año 2001 Bayer sintetizó los cuatro tomos de Los vengadores... en un libro retitulado La Patagonia rebelde, en la que el autor compiló y resumió lo fundamental de sus cuatro tomos en un solo volumen, con el propósito de una mayor difusión de esta obra.

## Los sucesos históricos
La denominada "Patagonia rebelde" o "Patagonia trágica" comenzó como una huelga de peones patagónicos contra la explotación de los patrones de esa región, que en muchos casos eran ingleses. Esta fue luego reprimida por el ejército al mando del teniente coronel Héctor Benigno Varela, enviado por el entonces presidente Hipólito Yrigoyen. A su término, 1.500 obreros habían sido fusilados, convirtiéndose junto con la del 10 de octubre de 1947, durante el gobierno de Juan Domingo Perón, donde a Gendarmería y la Fuerza Aérea mataron a 1000 indigenas del pueblo pilagá en Formosa, en una de la más injustas y vergonzosas muestras de autoritarismo en democracia en la historia del país.

## Sinopsis
La trama comienza cuando ante la situación económica reinante, las sociedades obreras de la Patagonia Argentina, principalmente en Puerto San Julián y Río Gallegos, afiliadas a la llamada "FORA comunista", dominada por los anarcosindicalistas para distinguirla de la "FORA del 9º Congreso", dominada por los sindicalistas revolucionarios, impulsan una campaña de sindicalización de peones, esquiladores y otros asalariados, pero la respuesta de los estancieros y los terratenientes fue extremadamente dura: despidos, violencia, amenazas, la simple elaboración de petitorios por parte de los peones podía dar lugar a represalias. Esto condujo a la intensificación del conflicto que traería la rebelión de los trabajadores hacia los patrones y las instituciones estatales.
El gobierno de Hipólito Yrigoyen intentó negociar al principio, enviando para esto al Teniente Héctor Benigno Varela, y buscando la concordia entre las partes. Esta fue lograda por un breve tiempo, pero cuando el conflicto recrudece, el gobierno envía por segunda vez a Varela, que, con la excusa de sofocar una supuesta invasión de Chile a la Patagonia a través de los anarquistas y peones, comienza una sangrienta e injustificada represión.

## Origen del libro
Osvaldo Bayer se interesó en los acontecimientos de la "Patagonia rebelde" a partir del libro La Patagonia Trágica, escrito por José María Borrero y publicado en 1928. Este era una denuncia contra los estancieros del sur argentino, por el humillante trato a las comunidades originarias, por las indignantes condiciones de trabajo que imponían y, principalmente, por las masacres de peones rurales perpetradas en 1921. La estructura del texto se compone de crónicas periodísticas de la época e interpretaciones que el autor aventura no apoyadas en evidencia documental, de suerte que el libro carece de rigurosidad histórica.
El argumento de Borrero, en relación con los fusilamientos de peones y anarquistas en las estancias de Santa Cruz, desliga toda responsabilidad del teniente coronel Varela y el presidente Hipólito Yrigoyen, y arremete solamente contra Edelmiro Correa Falcón, el gobernador interino del Territorio Nacional de Santa Cruz y secretario gerente de la Sociedad Rural Argentina. Borrero era radical y amigo personal de Yrigoyen, por eso Orgía de Sangre, la secuela del libro que deslindaba las responsabilidades morales y materiales de los fusilamientos, no fue publicada. Se formó una nueva leyenda sobre esa segunda parte y se tejieron diversas hipótesis: que a Borrero le habían robado los originales, que se los habían quemado, que Borrero fue en realidad asesinado, etc.
La Patagonia Trágica fue de vital importancia para provocar el interés de varios intelectuales para investigar sobre los sucesos y misterios de esa época, de poca difusión popular. El propio Osvaldo Bayer confiesa en Los Vengadores..., que su acercamiento al tema, y las investigaciones que dieron forma a la obra, fueron incitados por la lectura del libro de Borrero. Sin embargo, el libro de Bayer trata el tema que Borrero anunció, y que permaneció inédito, con un enfoque diferente, desarrollando las conexiones que unen a los crímenes de La Patagonia... con la participación, y por tanto la responsabilidad, que atañen a Yrigoyen y su gobierno; tema que durante más de cincuenta años fue tabú en la investigación de la poco conocida historia social latinoamericana.